# محمد رضا (ممثل)
محمد رضا (20 ديسمبر 1921 - 21 فبراير 1995)، ممثل مصري، اشتهر بأدوار ابن البلد وأدوار المعلم.

## عن حياته
ولد في أسيوط، حصل على دبلوم الهندسة التطبيقية العليا عام 1938 وأيضا حصل على دبلوم المعهد العالي للفنون المسرحية عام 1953، تتلمذ على يدي يوسف وهبي وزكي طليمات، وعمل مهندس بترول قبل أن يعمل بالفن.

### حياته الفنية
بدأ حياته الفنية في نهاية الاربعينات وذلك أثناء دراسته في المعهد حيث قام بأدوار صغيرة أغلبها لمفتش المباحث في بداية حياته الفنية، ونجح في أداء شخصية المعلم في مسرحية «زقاق المدق» فالتصقت به إذاعيا وسينمائيا وفي المسلسلات الإذاعية مثل «رضا بوند» التي تحولت إلى فيلم سينمائي بنفس الاسم ومن مسرحياته: «نقطة الضعف»، ومن المسلسلات التي عمل بها: «عودة الروح»، «أبيض وأسود»، «ساكن قصادي»، «يوميات ونيس»، «عماشة عكاشة»، «يوميات جاد الله»، «عنتر بيكا»، ومن الأفلام: «30 يوم في السجن»، «باريس والحب»، «بنت اسمها محمود»، «غاوي مشاكل»، «ممنوع في ليلة الدخلة».

## أعماله

### الأفلام
| السنة | الفيلم |
| ----- | --- |
| 1945  | أميرة الأحلام |
| 1953  | قطار الليل - السيد البدوي |
| 1954  | فتوات الحسينية – جعلوني مجرما - بنات حواء |
| 1955  | سيجارة وكاس - أهل الهوى |
| 1956  | رصيف نمرة 5 - شياطين الجو |
| 1957  | صراع مع الحياة - بورسعيد - الفتوة |
| 1958  | قلوب العذارى - سواق نص الليل - سلطان - الأخ الكبير |
| 1959  | من أجل حبي - عودة الحياة - سمراء سيناء - أبو أحمد |
| 1960  | وعاد الحب - نهر الحب - سوق السلاح - خلخال حبيبي - الفانوس السحري - العملاق - أبو الليل                                                                                                 |
| 1961  | لا تذكريني - رسالة إلى الله - حياة وأمل - أنا العدالة |
| 1962  | وفاء للأبد – بين القصرين - أنا الهارب – آخر فرصة |
| 1963  | منتهى الفرح - زقاق المدق - الجريمة الضاحكة |
| 1964  | مطلوب زوجة فورا - لعبة الحب والجواز - أول حب - أدهم الشرقاوي - آخر شقاوة |
| 1965  | هي والرجال - حب للجميع - المغامرون الثلاثة - المدير الفني - تاكسي |
| 1966  | خان الخليلي - حارة السقايين - 3 لصوص - 30 يوم في السجن |
| 1967  | إضراب الشحاتين - معبودة الجماهير - الراجل ده حيجنني - غراميات مجنون |
| 1968  | كيف تسرق مليونير - حواء والقرد - حلوة وشقية - حكاية 3 بنات – أيام الحب – أنا الدكتور – القضية 68 - الزواج على الطريقة الحديثة - أشجع رجل في العالم - 3 نساء                            |
| 1969  | العتبة جزاز - الرعب - الحرامي - أسرار البنات |
| 1970  | رضا بوند – أنت اللي قتلت بابايا – سفاح النساء – شقة مفروشة - زوجة لخمسة رجال |
| 1971  | رجال في المصيدة - البيوت أسرار - |
| 1972  | من البيت للمدرسة - شياطين البحر – باريس والحب – عماشة في الأدغال - لعبة كل يوم - الغضب - أزمة سكن                                                                                      |
| 1973  | البحث عن فضيحة – مدرسة المشاغبين - الأصيل – مسك وعنبر - شلة المراهقين - العنيد - 3 فتيات مراهقات                                                                                       |
| 1974  | شياطين إلى الابد – حبيبتي شقية جدا - بنات للحب - بدور – أنا وابنتي والحب - إمبراطورية المعلم - 24 ساعة حب                                                                              |
| 1975  | ممنوع في ليلة الدخلة - ملوك الضحك - مراتي مليونيرة - لا وقت للخداع - شبان هذه الأيام - حسناء وأربع عيون - بنت اسمها محمود – بابا آخر من يعلم - الجبان والحب                            |
| 1976  | ملك التاكسي - غراميات عازب - شلة الأنس - دقة قلب – المزيكا في خطر - العش الهادئ - الحياة نغم                                                                                           |
| 1977  | شيلني وأشيلك - الزوج المحترم |
| 1978  | مايوه لبنت الأسطى محمود - شهادة مجنون - أسياد وعبيد - إحترس نحن المجانين |
| 1979  | الشك يا حبيبي |
| 1980  | غاوي مشاكل - سطوحي فوق الشجرة |
| 1981  | اللي ضحك على الشياطين – بياضة – دماء على الثوب الوردي – مع تحياتي لأستاذي العزيز |
| 1982  | عريس لفاطمة – عروسة وجوز عرسان – السلخانة |
| 1983  | جدعان باب الشعرية - المتشردان - أولاد الملجأ |
| 1984  | ممنوع للطلبة – ليلة القبض على فاطمة - فقراء لا يدخلون الجنة – شوارع من نار - درب اللبانة - جبروت امرأة – بيت القاضي – بيت القاصرات – العايقة والدريسة – ألعاب ممنوعة – الراقصة والطبال |
| 1985  | علي بيه مظهر و40 حرامي – زوج تحت الطلب – تل العقارب - السيد قشطة - الحب في غرفة الإنعاش                                                                                                |
| 1986  | مشوار عمر - شادر السمك - سترك يا رب - المشاغبون في إجازة نص السنة |
| 1987  | السوق – عبقري على ورقة دمغة - البيه البواب |
| 1988  | الجدعان الثلاثة - شباب لكل الأجيال |
| 1989  | كفر الطماعين - ترويض الرجل - الغني والفقير - المرشد - إنه قدري |
| 1990  | مغامرات رشا - صف عساكر - شباب على كف عفريت - سلم لي على سوسو - المذنبون الأبرياء - الشقيقتان                                                                                           |
| 1991  | صائد الجبابرة - العودة والعصفور |
| 1992  | ليالي الصبر - المشاغبون في البحرية |
| 1993  | اليتيم والحب |
| 1994  | الصاغة - تعالب أرانب |

### المسلسلات
| السنة | المسلسل                                                                                                  |
| ----- | --- |
| 1963  | ماتش التعادل                                                                                             |
| 1964  | جواز البنات - المانشيت الأحمر - إسماعيل يس دكتور                                                         |
| 1966  | فيلم جريمة خلف عشة الفراخ - العسل المر - الأبواب المغلقة                                                 |
| 1967  | الناس يضربون عنتر                                                                                        |
| 1968  | مصرع كليوباترا                                                                                           |
| 1971  | عماشة عكاشة                                                                                              |
| 1974  | قهوة رضا                                                                                                 |
| 1977  | نجم الموسم - عودة الروح                                                                                  |
| 1978  | كيف تخسر مليون جنيه                                                                                      |
| 1979  | غريب في المدينة - صرخة بريء - سبع صنايع - زيارة ودية                                                     |
| 1980  | بطل الدوري - القضية 80 - الحلوة - الأيدي الناعمة                                                         |
| 1982  | اللص الظريف - الرجل والحصان                                                                              |
| 1983  | يوميات جاب الله- حكاية الدكتور مسعود                                                                     |
| 1985  | أحلام الوحوش                                                                                             |
| 1986  | عطشان يا صبايا - عطش السنين                                                                              |
| 1987  | الزنكلوني - ع الأصل دور - الباقي من الزمن ساعة - مصرع المتنبي                                            |
| 1988  | الدرملي وصل                                                                                              |
| 1989  | رجال في المصيدة - دنيا - أبيض وأسود                                                                      |
| 1990  | مواقف ساخرة - ضحى - صباح الخير يا جاري - زغلول يلمظ شقوب - البحث عن فرصة - أحلام في الهواء - أحلام العمر |
| 1991  | ألف ليلة وليلة - اللعبة المجنونة - سحور على مائدة أشعب - البريمو                                         |
| 1992  | مبروك ألف مبروك - ليلى زمانها جاية                                                                       |
| 1993  | ناس ولاد ناس - السحت                                                                                     |
| 1994  | ستة على اليمين - أم هلال في القاهرة                                                                      |
| 1995  | يوميات ونيس (ج2) - ساكن قصادي                                                                            |

### المسرحيات
| السنة | المسرحية                               |
| ----- | -------------------------------------- |
| 1950  | الحرافيش                               |
| 1957  | الناس اللي تحت                         |
| 1958  | زقاق المدق                             |
| 1960  | منافق للإيجار - عمتي فتافيت السكر      |
| 1961  | المفتش العام                           |
| 1963  | مطرب العواطف                           |
| 1966  | نمرة 2 يكسب                            |
| 1973  | الحلوة دي من حارة الفيل                |
| 1978  | راسب مع مرتبة الشرف                    |
| 1980  | من يضحك أخيرا - عريس بالكريمة          |
| 1983  | درويش يتألق فرحا                       |
| 1984  | جواز مع الاشتراك في الأرباح - إمشي عدل |
| 1985  | عمدة الحلاقين                          |
| 1986  | ابتسامة وراء القضبان                   |
| 1988  | الزلزال                                |
| 1990  | ولاد ريا وسكينة - خدلك قالب            |

### المسلسلات الإذاعية
| السنة | المسلسل الإذاعي     |
| ----- | ------------------- |
|       | رضا بوند            |
| 1960  | في بيتنا رجل        |
| 1961  | شخصيات تبحث عن مؤلف |
| 1973  | أبو عرام            |
| 1979  | حكاية الدكتور مسعود |
| 1994  | الثعلب في الملعب    |

### الفوازير
- 1988: المناسبات

### وفاته
ظل الفنان الكبير يعمل حتى أخر يوم في حياته وهو ما أكده ابنه أحمد محمد رضا في حوار تم إجرائه معه حيث تحدث عن الساعات الأخيرة في حياة المعلم رضا ، قائلاً: " كان والدى يعانى من بعض الأمراض المزمنة التى تعايش معها، وأثناء تصوير مسلسل ساكن قصادى، فى نهار شهر رمضان عام 1995، كان صائما، وبعد انتهاء التصوير عاد إلى المنزل وكان أبنائه جميعا تزوجوا، ولكن كان شقيقى حسين يزوره، وأصر والدى أن يبقى أخى ليفطر معه ومع والدته ومع عبير ابنة شقيقتى الراحلة"
وتابع ابن الفنان محمد رضا:"بعد الإفطار اتصل به صحفى من إذاعة القناة لإجراء حوار، وأثناء المكالمة نادته حفيدته فلم يرد وسقطت السماعة من يده ، فصرخت وأسرع شقيقى حسين ليجد والدى قد فارق الحياة ولفظ أنفاسه الأخيرة ، وأصيب الجميع بحالة ذهول وصدمة  وكان هذا فى 21 رمضان الموافق 21 فبراير من عام  1995"
هكذا رحل معلم السينما الفنان الكبير محمد رضا تاركا وراءه أعمالاً خالدة ورحلة فن وإبداع تشابهت فيها شخصيته الحقيقية مع الكثير من الصفات والشخصيات الطيبة خفيفة الظل التى قدمها على الشاشة.

## روابط خارجية
- محمد رضا على موقع IMDb (الإنجليزية)
- محمد رضا على موقع قاعدة بيانات الأفلام العربية
- محمد رضا على موقع قاعدة بيانات الفيلم (الإنجليزية)